# Bejzymówka
Bejzymówka – wieś w rejonie cudnowskim obwodu żytomierskiego. Cerkiew pod wezwaniem Zaśnięcia św. Anny, święto parafialne 7 sierpnia.